# Brochadora

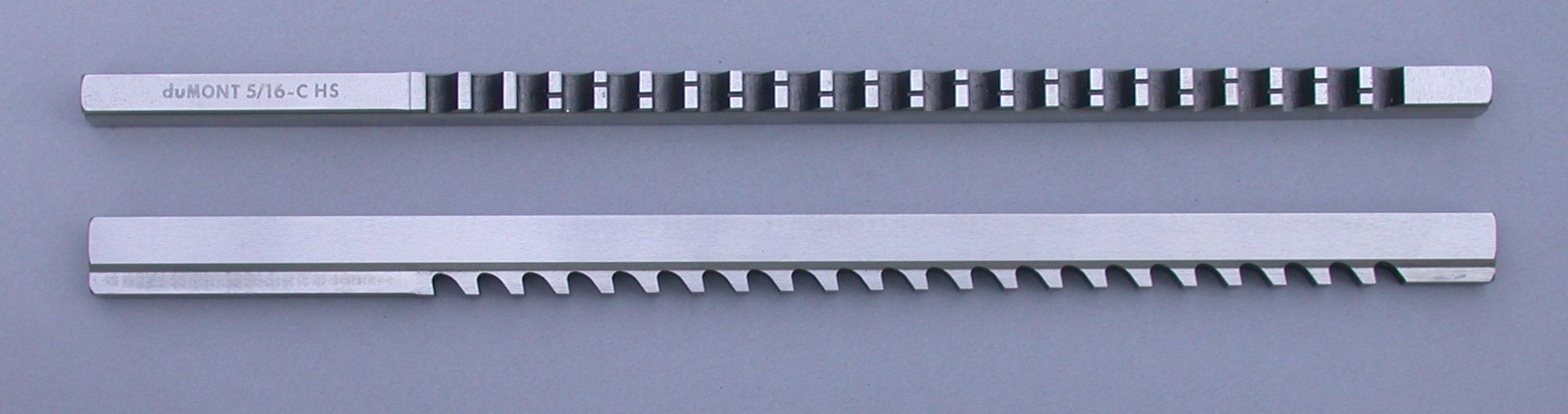
Brocha para mecanizar chaveteros.

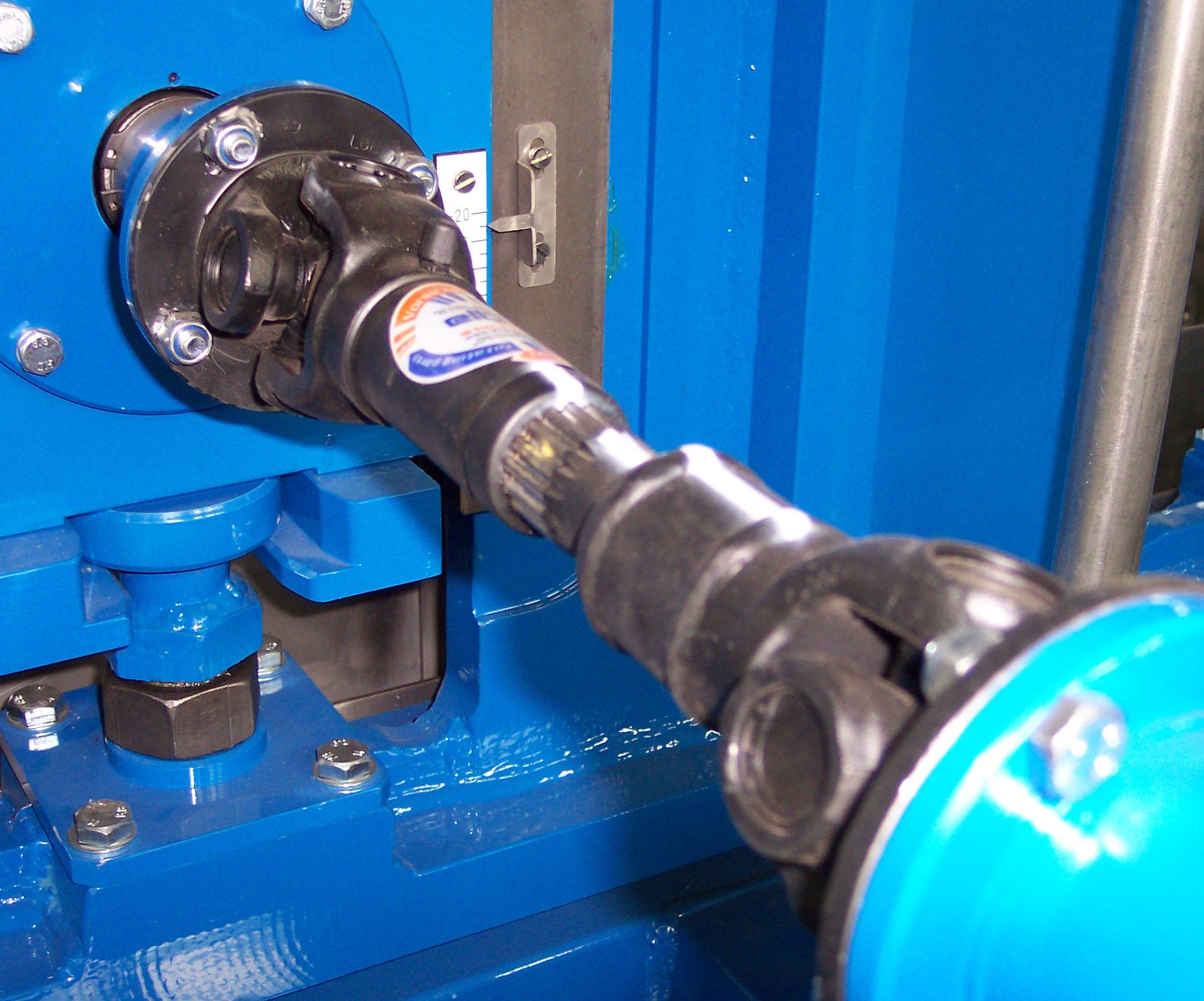
Acoplamiento cardán con agujero brochado.

La brochadora es una máquina herramienta diseñada y construida para poder mecanizar ranuras. Para ello hace uso de brochas, herramientas de corte multifilo.
El principio de funcionamiento de una brocha es como si fuese un buril progresivo, donde a medida que avanza entra en funcionamiento un nuevo buril, habiendo tantos como escalones tenga la brocha.
El diseño de esta herramienta permite que, en el avance de la herramienta, cada diente de la misma vaya cortando un poco de material en torno a 0,05 milímetros. Por tanto, la longitud de la brocha está limitada por la cantidad de material  tiene que cortar.
Las brochadoras se utilizan para hacer los agujeros acanalados que tienen muchos engranajes que se montan en cajas de velocidades para permitir su desplazamiento cuando se efectúa un cambio de velocidades.
También se emplean estas máquinas para mecanizar el chavetero de muchas poleas y engranajes fijos.
La brocha es una herramienta muy cara y delicada y por eso existen chaveteros con dimensiones normalizadas y ejes estriados también normalizados.